# Родопи - по пътеките на Орфей и Евридика
„Родопи – По пътеките на Орфей и Евридика“ е проект за презгранично сътрудничество в Западните Родопи между съседни общини в България и Гърция.
Разработен е по инициатива, под ръководство и със съдействието на
- политиците:
  - Васил Войнов – заместник-министър на Министерството на труда и социалната политика (2005-2009) и
  - Константинос Евмиридис – областен управител на ном Драма (Гърция), както и на
- неправителствените организации:
  - сдружение „Неврокоп“ от гр. Гоце Делчев и
  - сдружение „Народно дружество Родопи“ от Девин.

## Хронология
- Проучванията по идейния проект на избраните маршрути и пътищата са започнали през октомври 2005 година.
- В периода 2006-2009 година между различни представители от правителствения и неправителствен сектор на местно, областно и централно ниво, между двете страни (България и Гърция) се провеждат работни срещи и беседи с цел да се популяризира и изготви идейният проект.
- В периода 2008–2009 година по повод проведени официални и неформални срещи относно проекта са запознавани различни представители от държавните администрации и представители на неправителствен сектор от областите Смолян, Благоевград, Драма, Кавала и Ксанти.
- В началото на 2009 година проектът е изготвен в завършен вид и оформен като пътно-туристическа карта с подробно описанието представен на три езика – английски, гръцки и български.

## Същност
Проектът има за цел българската и гръцката част на Родопите да бъдат свързани чрез проходими транспортни и туристически пътища. Да бъдат изградени пътища и контактни гранични пунктове, които да осигурят бърз и удобен транспорт от Южна България до Северна Гърция през планината. Проектът включва възстановяване, построяване на пътища и откриване на следните контактни гранични пунктове:
- Контактен граничен пункт Доспат – Тисово – Маврохори – Драма:
  - трасе на територията на България: Магистрала „Тракия” - град Пазарджик – град Пещера – град Батак - град Доспат – село Барутин – разклон „Владово дере“ – гранична пирамида №190
  - трасе на територията на Гърция: гранична пирамида №190 – село Маврохори (Тисово) - разклон за село Потами (Борово) - село Микромиля (Вощица) – село Пападес (Попово село) – село Ливадеро (Мукрош) – град Драма – град Кавала
- Контактен граничен пункт Девин – Кестен – Елатия – Драма:
  - трасе на територията на България: Магистрала „Тракия” - град Пловдив - град Кричим - град Девин – село Тешел - село Триград - село Кестен – гранична пирамида №154
  - трасе на територията на Гърция: гранична пирамида №154 – Елатиа (Кара дере) – село Скалоти (Либан) - село Сидиронеро (Осеница) - село Ливадеро (Мукрош) - град Драма – град Кавала
- Контактен граничен пункт Девин – Кожаре – Елатия – Драма (заместваща паралелна пътна връзка на трасе Девин – Кестен – Елатия):
  - трасе на територията на България: град Девин – село Тешел - село Буйново – разклон село Кожари – гранична пирамида №156
  - трасе на територията на Гърция: гранична пирамида №156 – Елатия (Кара дере) – село Скалоти (Либан) - село Сидиронеро (Осеница) - село Ливадеро (Мукрош) - град Драма – град Кавала;

## Перспективи
Поради това, че в Югозападните Родопи съществуват и други удобни и подходящи места за изграждане и възстановяване на трансграничните транспортни връзки, след евентуално изпълнение на горепосочените три проекта, е възможно да бъдат отворени още пунктове. Тъй като с присъединяването на България към Шенген, кратките разстояния и наличните черни пътища ще позволят свързването на гръцките и българските селища да стане много бързо и евтино. Като евентуален следващ проект за контактен пункт се очаква Сатовча - Годешево - Делта (Витово) - Потами (Борово).